# Richard Winters
Richard D. Winters, född 21 januari 1918 i Lancaster, Pennsylvania, USA, död 2 januari 2011 , var major i amerikanska armén under andra världskriget. Han tjänstgjorde i Easy Company, 2nd Battalion, 506th Parachute Infantry Regiment, 101st Airborne Division och deltog i Dagen D, Operation Market Garden och Ardenneroffensiven.
Under sin tjänstgöring i andra världskriget steg Winters från fänrik (2nd Lieutenant) till kapten och befälhavare över E-kompaniet under Dagen D. Efter Ardenneroffensiven blev han befordrad till major och förde under slutet av kriget i Europa befälet över 2nd Battalion, 506th Parachute Infantry Regiment, 101st Airborne Division.
I TV-serien Band of Brothers porträtteras Winters av Damian Lewis.